# Isaac Chansa
Isaac Chansa (Kitwe, 23 maart 1984) is een Zambiaans voetballer die bij voorkeur als middenvelder speelt. Sinds 2014 speelt hij in de Indian Super League bij NorthEast United FC, dat hem voor drie maanden huurt van Shillong Lajong.

## Interlandcarrière
Chansa maakte deel uit van het Zambiaanse team dat tijdens de Afrika Cup 2006 als derde eindigde in Groep C en zodoende niet deel mocht nemen aan de kwartfinales.
Op 12 februari 2012 won Chansa met Zambia de finale van de Afrika Cup 2012 door Ivoorkust na strafschoppen te verslaan. Chansa mocht als derde Zambiaan aanleggen voor een strafschop en schoot raak. Zambia won voor de eerste keer in de historie de Afrika Cup.

## Erelijst

### MetOrlando Pirates FC
| Competitie            | Winnaar | Winnaar    | Runner-up | Runner-up |
| Competitie            | Aantal  | Jaren      | Aantal    | Jaren     |
| --------------------- | ------- | ---------- | --------- | --------- |
| Nationaal             |         |            |           |           |
| Premier Soccer League | 2x      | 2011, 2012 |           |           |
| MTN 8                 | 2x      | 2010, 2011 |           |           |
| Nedbank Cup           | 1x      | 2011       |           |           |
| Telkom Knockout       | 1x      | 2011       | 1x        | 2010      |

### MetZambia
| Competitie   | Winnaar | Winnaar | Runner-up | Runner-up |
| Competitie   | Aantal  | Jaren   | Aantal    | Jaren     |
| ------------ | ------- | ------- | --------- | --------- |
| Continentaal |         |         |           |           |
| Afrika Cup   | 1x      | 2012    |           |           |